# 魔镇惊魂
《魔镇惊魂》（Arkham Horror）是一款由Richard Launius设计完成、由混沌元素出版于1987年的桌面游戏。它基于以克苏鲁神话为主题的《克苏鲁的呼唤》。修订版由幻翔游戏于2005年出版。在这个游戏中，玩家们扮演在美国恐怖小说家洛夫克拉夫特虚构的麻萨诸塞州阿卡姆活动的调查员，他们试图关闭异界大门以防止古神降临毁灭凡尘。

## 历史
魔镇惊魂由Richard Launius设计完成首次由混沌元素出版，当时名称暂定为《Call of Cthulhu: The Board Game》（克苏鲁的呼唤：版图游戏）。之后在1987年以《魔镇惊魂》作为新的游戏名出版，当年获得了1987年起源奖的最佳科幻奇幻桌游奖项。
Launius曾设计除了魔镇惊魂以外的其他克苏鲁神话背景的桌游，但只有魔镇惊魂出版面世。魔镇惊魂发售后，第一次印刷立刻售罄，尽管之后Chaosium多次宣布重印计划，可并未再实际印刷过。
2004年网游公司Skotos从设计师Richard Launiu手中获得版权，最终计划交由幻翔游戏出版修订版。修订版于2005年7月出版随后售罄，当年开动第二次印刷以满足玩家需求。
2011年初，幻翔游戏出版了基于魔镇惊魂的新桌游《远古印记》，相比之下远古印记的游戏时间和游戏规则更为快速，通过简化魔镇惊魂的机制和使用骰子实现遭遇使原有的2～4小时的游戏时间缩短到了平均90分钟。